# Esker
Esker é um depósito de materiais provenientes de erosão provocada pelo degelo de glaciares. Normalmente aparecem nas moreias de fundo e são constituídas por argila, areia e cascalho. As dimensões dos eskers são variáveis, podendo atingir algumas centenas de metros de largura e centenas de quilómetros de comprimento.